# 日本建築専門学校
日本建築専門学校（にほんけんちくせんもんがっこう）は、静岡県富士宮市にある大工技術修練、建築を修得するための専修学校専門課程。
菊地建設の創業者である菊池安治が、広く木造建築技術者を育成するための学校を設立するため自ら関係省庁に働きかけるなど尽力し、昭和62年4月に開校した。
建築技能者の育成を旨とするため木造建築技術の習得が中心であるが、その他鉄筋鉄骨造建物に関しての、また建築学として建築の計画、設計、構造、施工技術から測量、造園やCAD習得などのカリキュラムまでも組まれている。

## 沿革
- 1987年 - 学校法人富嶽学園が認可される　日本建築専門学校開校
- 1990年 - 建築士受験資格認定校認可
- 1998年 - 技能士受験資格認定校と建築施工管理技士受験資格認定校認可
- 2005年 - 高度専門士の称号付与認定校になる
- 2006年 - 大学院入学資格認定校認可

## 設置学科
- 建築科